# Ulrich Boom
Ulrich Boom (Münsterland, 25 de setembro de 1947) é bispo auxiliar em Würzburg .

## Vida
Ulrich Boom atendeu de 1954 a 1958 a escola primária católica Alstätte e, em seguida, até 1964, o Alexander Hegius Gymnasium Ahaus . De 1964 a 1967, completou um treinamento como desenhista em Gronau (Westf.) E depois trabalhou até 1968 nesta profissão; de 1966 a 1969, ele também frequentou uma faculdade de formação profissional em Coesfeld . De 1969 a 1971, ele freqüentou o Overberg-Kolleg em Münster e chegou lá o Abitur no segundo caminho educacional .
A partir de 1972, estudou teologia e filosofia católica na Universidade Westphalian Wilhelms de Münster, na Ludwig-Maximilians-University Munich (além da história da arte cristã ) e na Universidade Julius-Maximilians Würzburg . Em 1980, ele entrou no seminário em Würzburg.
Em 27 de julho de 1983, recebeu a consagração do diácono do bispo Paul-Werner Scheele ; Em 25 de fevereiro de 1984, ele foi ordenado sacerdote por Paul-Werner Scheele na Catedral de St. Kilian em Würzburg . Ele foi então capelão por dois meses na paróquia de São Pedro e Paulo em Schweinfurt e de 1984 a 1986 em Baunach. Em 1 de janeiro de 1987, foi primeiro administrador paroquial, no dia 1 de setembro do mesmo pastor do ano em Frammersbach. De 1990 a 2000, ele também foi reitor da reitoria Lohr am Main e de 1992 a 2000 membros do conselho pastoral diocesano. A partir de 1993, ele também cuidou da paróquia de Habichsthal e de 1998 a paróquia de Partenstein. Desde 1996, ele está no conselho da dkv ( Associação Alemã de Catequistas ) e, desde 2003, Vice-Presidente.
Em 2000, ele se tornou pastor de Miltenberg e, a partir de 10 de janeiro de 2006, também administrador paroquial de Bürgstadt. Como pastor de Miltenberg, ele ganhou reconhecimento nacional quando ele teve os sinos de Miltenberg Jakobuskirche tocado por 20 minutos em 22 de julho de 2006, evitando assim uma manifestação de uma organização juvenil de NPD . Para isso, ele recebeu o " Prêmio Aschaffenburg Mutig ".
Em 6 de dezembro de 2008, o Papa Bento XVI o nomeou . o bispo titular de Sullectum e bispo auxiliar em Würzburg. A consagração episcopal doou-lhe o bispo diocesano de Würzburg, Friedhelm Hofmann, em 25 de janeiro de 2009, na Catedral de Würzburg; Os co-conselheiros foram Paul-Werner Scheele e Helmut Bauer .
Na Conferência Episcopal Alemã, é membro da Comissão Pastoral , da Comissão de Liturgia e da Comissão de Educação e Escola . Desde 2009, ele também foi presidente da Catholic Association for canções ecumênicos .
Após a demissão de Friedhelm Hofmann, o capítulo da catedral de Würzburg o elegeu como administrador diocesano em 21 de setembro de 2017 durante o período de vaga .

## Brasão Episcopal
O brasão é dividido quatro vezes pelas travessas. Campo 1, o coração vermelho estilizado, é uma referência à comunidade sacerdotal - Jesus Caritas - do Charles de Foucauld . Campo 2, uma barra vermelha em um fundo dourado, é o brasão do Heimatbistum Münster. Campo 3, três picos de prata em um fundo vermelho - o Frankenrechen -, representa a diocese de Würzburg. Campo 4, o escudo branco-vermelho em um fundo vermelho, é o sinal do Camino , a peregrinação.
Seu lema Gratia - Caritas - Communio ("graça - amor - comunidade") é a bênção da 2ª Carta de Paulo aos Coríntios ( 2 Cor 13:13  EU ) tomada.

## Links da Web
- Predefinição:Webarchiv/Archive-is
- Cheney, David M. «bishop» (em inglês). Catholic-Hierarchy.org
- Interview mit Ulrich Boom (vom 7. Dezember 2008)